# 高埗镇
高埗镇，是中国广东省东莞市下辖北部的一个镇，位於東莞市北部，東與石碣鎮接壤；西臨東江南支流與莞城街道、萬江街道、中堂鎮隔河相望；南與萬江街道、東城街道隔河相望；北臨東江支流與中堂鎮隔河相望。
清乾隆十九年（1754年），屬東莞縣中堂司管轄，1987年4月，改為高埗鎮。2021年9月，高埗鎮入選 2021年全國千強鎮。

## 行政区划
高埗镇下辖以下地区：
新创社区、冼沙村、卢溪村、宝莲村、塘厦村、草墩村、护安围村、保安围村、三联村、横滘头村、低涌村、朱磡村、欧邓村、芦村、高埗村、凌屋村、上江城村、下江城村和新联村。

## 人口
2009年常住人口16.2万，户籍人口3.76万，外来人口10万多。
根據第七次全国人口普查公報顯示，截至2020年11月1日零時，高埗鎮常住人口為169923人。